# Meteorito Murchison

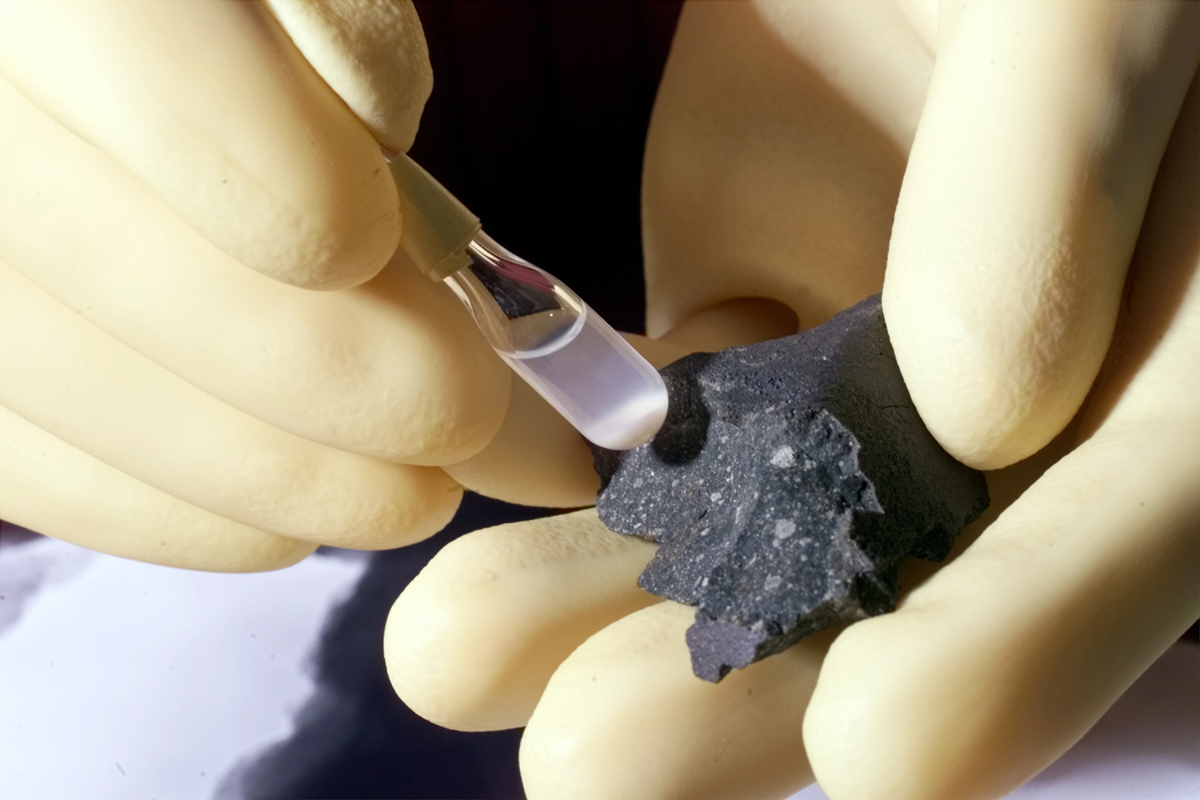
Fragmento del meteorito Murchison (a la derecha) y partículas individuales aisladas (se muestran en el tubo de ensayo).

El meteorito Murchison recibe su nombre de la localidad de Murchison, en el sur del estado de Victoria, en Australia. Los fragmentos del meteorito cayeron sobre el pueblo el 28 de septiembre de 1969. El meteorito, una condrita carbonácea tipo II (CM2) contenía aminoácidos comunes como la glicina, alanina y ácido glutámico, pero también algunos poco comunes como la isovalina y pseudoleucina. El informe inicial estableció que los aminoácidos eran racémicos, apoyando la teoría de que su fuente era extraterrestre. Se aisló también una mezcla compleja de alcanos que era similar a la encontrada en el experimento de Miller y Urey. La Serina y la treonina se consideran habitualmente como contaminantes terrestres y estos compuestos se encontraban notablemente ausentes en las muestras. 
Más investigaciones encontraron que algunos aminoácidos estaban presentes en exceso enantiomérico. La homoquiralidad se considera una propiedad biológica única. Se ponían en entredicho algunas afirmaciones sobre la base de que los aminoácidos que entran en las proteínas no eran racémicos en el meteorito, mientras que el resto si lo eran. En 1997 las investigaciones mostraron que los enantiómeros individuales de Murchison estaban enriquecidos con el isótopo 15N del nitrógeno en comparación con sus correspondientes terrestres, lo que confirmaba una fuente extraterrestre del exceso del enantiómero L-enantiomer en el sistema solar. A la lista de materiales orgánicos identificados en el material del meteorito se le añadió el poliol en 2001.

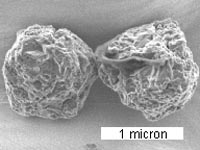
Par de granos del metorito Murchison.

Abundando en la idea de que la homoquiralidad (la existencia de solo aminoácidos de la serie L y azúcares de la serie D) fue provocada por la deposición de moléculas quirales de los meteoritos, la investigación demostró en 2005 que los aminoácidos como la L-prolina es capaz de catalizar la formación de azúcares quirales. La catálisis es no lineal, lo que significa que la prolina en un exceso enantiomérico del 20% produce una  alosa con un exceso enantiomérico del 55% comenzando con el benziloxiacetaldeido en una reacción  secuencial de tipo aldólica en un disolvente como el DMF. En otras palabras una pequeña cantidad de aminoácidos quirales podrían explicar la evolución de los azúcares de serie D. 
De acuerdo con Engel, muchas líneas de evidencia indican que las porciones interiores de los fragmentos bien conservados del meteorito Murchison son prístinas (estaban intactas). Engel señala al rango de aminoácidos que contiene el meteorito y a los estudios de isótopos para asentar su posición. Otros científicos están igualmente convencidos de que la evidencia prueba lo opuesto: de que el Meteorito Murchison está ahora totalmente contaminado por material orgánico terrestre.